# دوشخراط
دوشخراط هي قرية في مقاطعة خوانسار، إيران. عدد سكان هذه القرية هو 1,464 في سنة 2006.